# Лате и магическият воден камък
„Лате и магическият воден камък“ (на немски: Latte Igel und der magische Wasserstein) е немско-белгийска компютърна анимация от 2019 г. на режисьорите Мими Мейнард, Регина Велкер и Нина Велс. Филмът е адаптация по едноименния роман през 1971 г., написан от Себастиан Либек, а сценарият е на Мартин Бенке, Андреа Деперт, Марина Мартинс и Йеспер Мьолер. Премиерата на филма се състои на Международния филмов фестивал „Шлингел“ на 9 октомври 2019 г., по кината в Германия е пуснат на 25 декември 2019 г. По-късно излиза в „Нетфликс“ като оригинален филм на 31 юли 2020 г.

## Актьорски състав
| Герои                   | Глас                   | Глас              |
| Име                     | Оригинал               | Английски         |
| ----------------------- | ---------------------- | ----------------- |
| Лате (таралеж)          | Луиза Вицорек          | Ашли Борнанчин    |
| Тюм (катерица)          | Тим Шварцмайер         | Картър Хестингс   |
| Крал Банту (мечка)      | Хенинг Баум            | Дани Фехшенфелд   |
| Амару (мече)            | Тимур Бартелс          | Гюнар Сайзмор     |
| Грета (дърволаз)        | Реджина Лемниц         | Лесли Л. Милър    |
| Акен (заек)             | Себастиан Кристоф Якоб | Ерик Салех        |
| Лупо (вълк)             | Майкъл Деферт          | Даниел Аперман    |
| Корп (гарван)           | Джералд Шаал           |                   |
| Джонсън (гарван)        | Ули Кром               | Джулиън Грант     |
| Мечка стражар           |                        | Байрън Марк Нюсом |
| Диво прасе              |                        | Линъс Дрюс        |
| Майката на дивото прасе |                        | Карла Рената      |

## В България
В България филмът излиза по кината на 17 март 2023 г. от „Александра Филмс“ чрез Floria Films, представител на Sola Media за България. Това е първият филм, произведен за България от Floria Films.

### Нахсинхронен дублаж
| Роля           | Изпълнител                      |
| -------------- | ------------------------------- |
| Лате           | Емилия Петкова                  |
| Тюм            | Ивайло Петков                   |
| Крал Банту     | Искрен Пецов                    |
| Заека съветник | Искрен Пецов                    |
| Бобъра         | Искрен Пецов                    |
| Принцеса Грета | Кристина Димитрова              |
| Мама Меца      | Кристина Димитрова              |
| Гарвана Корп   | Цветелин Атанасов (Цецо Елвиса) |
| Деца           |                                 |
| Вълчицата      | Брияна Петрова                  |
| Дивото прасе   | Брияна Петрова                  |
| Катерица майка | Никол Проданова                 |
| Диво прасе 1   | Никол Проданова                 |
| Мече Амару     | Божидар Желев                   |
| Вълк           | Божидар Желев                   |
| Диво прасе 2   | Божидар Желев                   |
| Вълк Лупо      | Васил Желев                     |
| Мечка Стражар  | Васил Желев                     |
| Баща на Тюм    | Васил Желев                     |
| Други гласове  | Мария Симонова Илия Деведжиев   |